# Fritz Grotzky

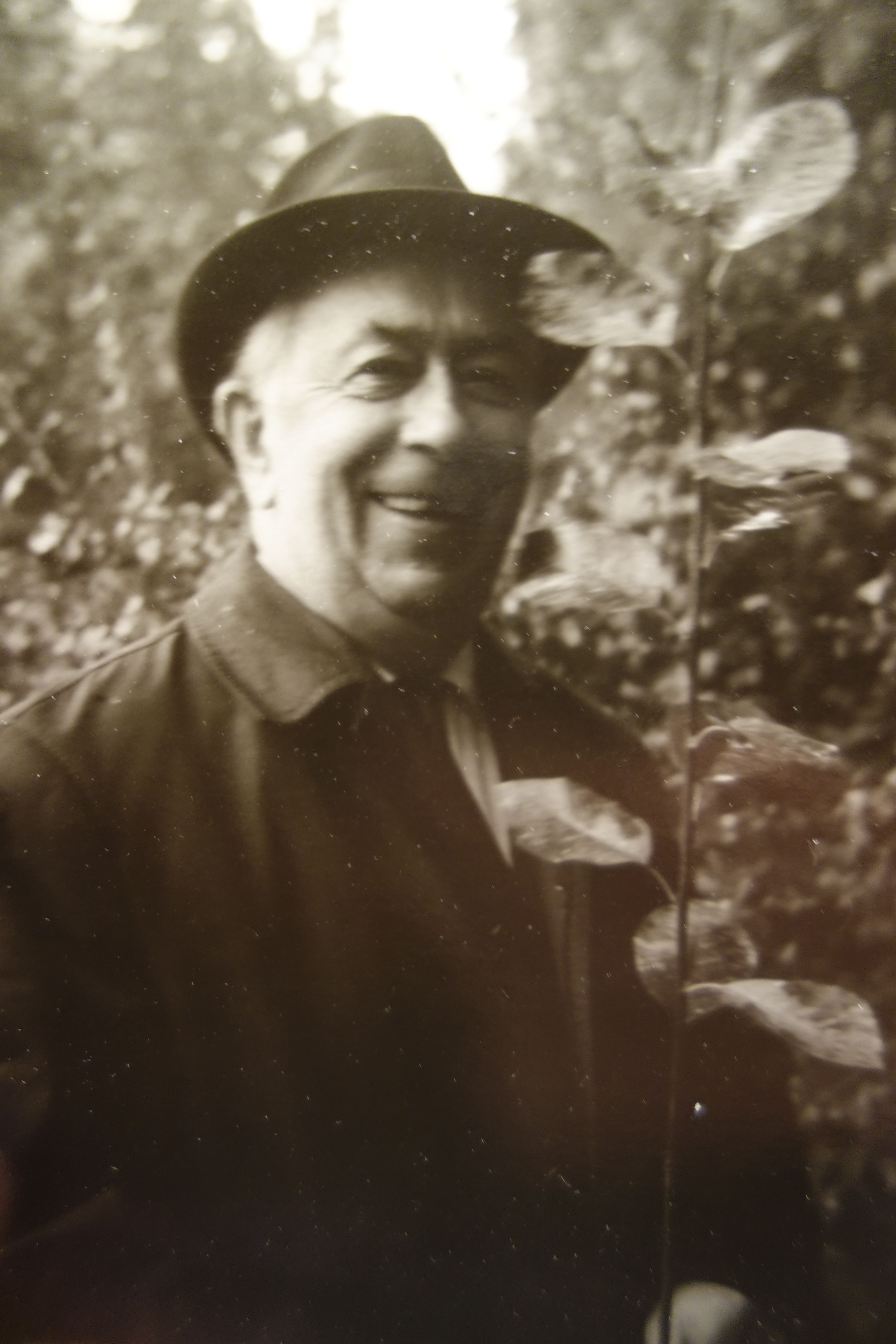
Fritz Ernst Walter Grotzky im Jahr 1966

Fritz Ernst Walter Grotzky (* 24. März 1903 auf Gut Höltigbaum in Hamburg-Rahlstedt; † 4. Februar 1981 in Ladbergen bei Münster/W.) war ein deutscher Maler, unter anderem geprägt vom Bauhaus, vom Expressionismus und von Malern Worpsweder Traditionen. In seiner Malerei vereinte er wesentlich expressive und auch kubistische Elemente.

## Biografie

### Familie
Sein Vater war der Förster Friedrich Johann Theodor Grotzky, seine Mutter Emma Caroline Johanne, geborene Gierke. Fritz Grotzky war das jüngste von fünf Geschwistern und wuchs in Rahlstedt unter anderem mit den Kindern Detlev von Liliencrons auf, den er später gerne zitierte. Seine Vorfahren väterlicherseits wie mütterlicherseits stammten aus Mecklenburg, eine Linie waren schwedische Fischer. Während des Ersten Weltkrieges hütete er als Junge nicht selten Kühe. Dabei zeichnete er auf Butterbrotpapier Bäume und Kühe und Menschen in Bewegung. Über seinem Kinderbett habe der Spruch gestanden: „Geduld überwindet alles.“

### Ausbildung und Beruf
Nach dem Abschluss der Volksschule ging er auf die Kunstgewerbeschule in Hamburg und machte von 1918 bis 1921 eine praktische Lehre in Schaufensterdekoration in Hamburg. 1923 war er für ein Jahr in Helsinki, wo ihn unter anderem die finnische Landschaft und winterliche Schlittenfahrten beeindruckten. Dann ging er als Dekorateur an Häuser des Einzelhandels in Erfurt, Uelzen, Hamburg, bis er mit 24 Jahren als Chefdekorateur 1927 in Goslar angestellt wurde. Ihn beeindruckten damals schon die konstruktiven Elemente des Bauhauses und manche Formen des Jugendstils. Es folgten mehrere Anstellungen von 1928 bis 1936 als Chefdekorateur in Celle und Hamburg. Von 1936 bis Ende 1946 war er in Münster/Westfalen Chefdekorateur bei der Fa. Theodor Althoff mit Lehrlingsausbildung. 1938 machte er die Prüfung als Gebrauchswerbeleiter an der höheren Reichsgewerbeschule in Berlin.

### Zweiter Weltkrieg
Im Zweiten Weltkrieg war er unter anderem als Kradmelder und Kurier – neben Einsätzen in Finnland und in Bozen – auch in Frankreich zwischen Marseille und Paris eingesetzt. Er erlebte Tieffliegerbeschuss auf einsamen Landstraßen und überlebte als einziger eines 80-Mann-Zuges. In Paris entstanden erstmals etwa 60 Aquarelle in einem noch gefälligen impressionistischen „Pariser Stil“ mit bekannten Souvenirmotiven wie Sacre Coeur. Der Krieg hatte ihn an den Rand seiner inneren und äußeren Existenz gebracht, sodass er beschloss, dass sein Leben danach ganz andere Inhalte haben sollte. Nach kurzer US-amerikanischer Gefangenschaft in Bayern kehrte er Ende 1945 nach Münster zurück.

### Maler
Die Malerei in der Kriegszeit in Paris war wesentlich impressionistisch beeinflusst. Das Angebot, wieder als Chefdekorateur in Münster zu arbeiten, lehnte er 1946 ab. Einsam und entschieden war sein Entschluss, Maler zu werden, nicht zuletzt auch durch die bittere Erfahrung, dass seine Frau Mary, Marie Martha Ottilie, geborene Döring, nach dem Krieg mit einem anderen Mann zusammenlebte. Mit ihr war er seit 1934 verheiratet. Es folgten mehrere sehr karge Jahre, in denen er in einer winzigen Mansardenwohnung unter anderem mit Kohle und Tusche auf Tapetenresten zu malen begann. Er erinnerte sich an seine Ausbildung mit Formen, Konstruktionen und Farben, begann malerisch zu arbeiten, fuhr auf dem Fahrrad von Münster aufs Land, malte Landschaftsaquarelle und auch Madonnenbilder für ein Stück Brot. Seine Vitalität ließ ihn durchhalten. Auch mit so genannten Brötchenbildern, u. a. leicht hingeworfenen Blumenbildern etc. hielt er sich über Wasser. Daneben verdiente er Geld durch gelegentliche Schaufensterdekorationen, die ihm ein Existenzminimum sicherten. 1947 lernte er Agnes Bertha van den Hoff kennen, die bald seine Frau wurde, und ihm 1948 seine Tochter Gesine gebar. Als die Ehe 1952 geschieden wurde, erhielt Fritz Grotzky die Tochter zugesprochen und suchte für Haushalt und Erziehung der Tochter bald eine Hilfe. Schließlich fand er im September 1952 die gerade 27 Jahre alte Anna Elisabeth Auguste Ising, die seinen Haushalt und die Betreuung der Tochter übernahm. 1956 heiratet er sie. Durch diese Ehe stabilisierte sich auch seine Malerei. In Münster schloss er sich in den frühen 1950er-Jahren der Freien Künstlergemeinschaft Schanze e. V. an und lernte dadurch mehrere Maler wie Carl Busch, Hilm Böckmann, Heinz Reschke, Lothar Graff, Bernhard Krampe und Waldemar Mallek kennen. Er blieb aber wesentlich unabhängig in seiner oft etwas naiv wirkenden expressiven Malweise mit oft kubistischen Elementen. Die Begegnung mit der Worpsweder Kunstszene und dann mit Bildern von Max Beckmann, Carl Hofer und Emil Nolde prägten seine Arbeiten sehr. Von der Worpswederin Paula Modersohn-Becker sprach er sogar oft als von seiner „Patin“. In vielen Ausstellungen konnte er seine Bilder, nicht nur in Worpswede, zeigen. Seine Themen: Stillleben – oft mit Blumen, Clowns, Fische, Selbstporträts, Porträts seiner Frau Anni und anderer, Akte, Norddeutsche Landschaften – speziell um Worpswede, Hafen, Schiffe, Elbe bei Hamburg. Er arbeitete in Öl, mit Farbkreiden, machte Aquarelle, Linolschnitte, einige Radierungen und Monotypien sowie viele Zeichnungen.

### Grotzky und Worpswede
Das Künstlerdorf Worpswede bei Bremen sollte prägend für die Malerei von Fritz Grotzky werden. 1954 erfuhr er von dessen Bedeutung für die Kunst über den Kunstpädagogen Walter Dornseifer an der Pädagogischen Hochschule in Münster. Das erweckte sein tiefes Interesse derart, dass er im Sommer 1955 das erste Mal in Worpswede mehrere Tage Urlaub machte. Die Landschaft und die Bilder der „alten“ Worpsweder Künstler entsprachen ihm derart, dass er über 20 Jahre lang jedes Jahr für mehrere Wochen in diesem Dorf am Weyerberg verbrachte. Vor allem von den Bildern Paula Modersohn-Beckers fühlte er sich sehr angesprochen, so dass er Elemente ihres naiv wirkenden expressiven Stils in die eigene Malerei übernahm. Bei mehreren Ausstellungen – 1957 und 1960 – sollen alte Worpsweder über seine Bilder gesagt haben: „Als wenn Paula noch da wäre!“ Er lernte in Worpswede auch Arbeiten von Albert Schiestl-Arding, Richard Oelze und Friedrich Karl Gotsch kennen, und befreundete sich mit den Malern Udo Peters, Willy Dammasch und Paul Ernst Wilke. Anfang 1955 wohnte er im Haus im Schluh von Martha Vogeler, der Frau von Heinrich Vogeler, später ausschließlich im Gasthof Haars. Zu Fuß oder auch mit dem Fahrrad erfuhr er das Dorf sowie die Landschaft um das Teufelsmoor und am Weyerberg, wobei viele Zeichnungen und Bilder entstanden. So entwickelte er – auch geprägt durch diese Worpsweder Zeit – einen naiven, vom Kubismus und Jugendstil beeinflussten expressiven Malstil mit starken Farben, bei denen fast nie ein intensives Gelb-Orange fehlen durfte.

## Ausstellungen und Werke
Seit einer Gemeinschaftsausstellung 1946 im Landesmuseum in Münster zeigte er in mindestens 30 weiteren Ausstellungen seine Bilder, darunter immer wieder in Münster (mindestens zehn), aber auch in Hagen, Witten, Unna, im Kunstpalast Düsseldorf, mehrere in Worpswede (Kunsthalle Netzel und Moorhofgalerie), in Dortmund (Torhaus Rombergpark) und Bielefeld. Auch bei einer Gemeinschaftsausstellung Westfälischer Künstler in Göteborg (Schweden) war er 1962 vertreten.
Bilder sind im Besitz von:
- Norddeutsches Landesmuseum Hamburg-Altona
- Kultusministerium Düsseldorf, 1977 Ankauf
- Westfälisches Landesmuseum Münster
- Südwestdeutscher Rundfunk, 1962 Ankauf